# Anton Cogen
Antoine Cogen (Lokeren, 14 mei 1946) is een Vlaams acteur.

## Biografie
In 1997 was Cogen te horen als Gilbert Spinelli in het hoorspel Wie het laatst lacht.
Zijn bekendste rol is die van de Bolle in De Paradijsvogels (toneelstuk, 2005).
Hij speelde gastrollen in De Collega's (bankovervaller), Merlina (secretaris en waard), Postbus X (Didier),
Heterdaad (rechter), Kulderzipken (Markies van Metalië), Stille Waters (wielertoerist), Recht op Recht (voorzitter van de rechtbank), Thuis (bakker Teugels), Wittekerke (Carlos Quagebeur), Zone Stad, F.C. De Kampioenen (3 x), Spoed (2x), Danni Lowinski, Alles voor K. en Vlaamse Flikken. Hij was ook de vertelstem die de personages voorstelt in de intro van Merlina.
In 2006 speelde hij de rol van leraar wiskunde 'Van Geystelen' in de serie En Daarmee Basta.
Cogen speelde ook een hoofdrol als campinguitbater JR in het tv-feuilleton Caravans.
Sinds 2007 speelt hij een hoofdrol in de tv-series en films van Mega Mindy. In het najaar van 2012 is hij te zien in de soap Familie.
Vanaf oktober 2015 speelt hij ook mee in de Studio 100-reeks Lolly Lolbroek.
In de film Alice in Wonderland (uit 2010) spreekt hij de stem van Absolem de Blauwe Rups in. Voor De Smurfen (uit 2011) spreekt hij de stem van Grote Smurf in.
In februari 2020 geeft hij zijn stem aan de commissaris in de komedie Harrie let op de kleintjes. Het is hiermee de eerste theaterproductie van Het Farcetheater.
Voor de lokale verkiezingen van 2024 stond hij de Groen-Vooruit-lijst in Erpe-Mere. Hij raakte niet verkozen.

## Televisie
- Loezers (2018) - als Ludo
- GoGoGo! (2015)
- De Avonturen van Lolly Lolbroek (2015) - als Hubert
- Mega Toby in de Ruimte (2014) - als Commissaris Kamiel Migrain
- Tegen de Sterren op (2014) - als vertelstem ‘Merlina’
- Showbizzcafé (2012-2013) - als Ramon Boers
- Mega Toby in vuur en vlam (2012) - als Commissaris Kamiel Migrain
- Familie (2012) - als Herman Ral
- Danni Lowinski (2012) - als Bert De Vilder
- Mega Toby redt de race (2011) - als Commissaris Kamiel Migrain
- Mega Mindy: De dolfijnendiefstal (2011) - als Commissaris Kamiel Migrain
- Zone stad (2010) - als Sven Pieters
- F.C. De Kampioenen (2008) - als Meneer Fierens
- Mega Mindy (2007-2014) - als Commissaris Kamiel Migrain
- A Day in a Life (2007) - als Paul
- En daarmee basta! (2006) - als leraar
- Wittekerke (2003-2004) - als Carlos Detremmerie
- Verschoten & Zoon (2003)
- Droge voeding kassa 4 (2003)
- Thuis (2002) - als Bakker Teugels
- Spoed (2002) - als Marc Defloo
- Recht op Recht (2002) - als voorzitter van de rechtbank
- Stille waters (2001-2002) - als wielertoerist
- De Vermeire explosion (2001) - als Bart Bauterse
- De boerenrkijg (1999) - als Dirk Van Marcke
- F.C. De Kampioenen (1999) - als Antoine Ickx
- Wittekerke (1998) - als Didier Dalmos
- Hof van Assisen (1998) - als meester Haerens
- Heterdaad (1996) - als Rechter
- Kulderzipken (1995-1996) - als Markies van Matalië
- Het park (1994) - als Van Linden
- RIP (1994) - als De Bruyn, directeur landelijke spaarmaatschappij
- F.C. De Kampioenen (1994) - als Jean-Paul
- De put (1994) - als Mong
- RIP (1992, 1994) - als deurwaarder Albert De Bruyn
- Samson en Gert (1993) - als Kandidaat-koper
- Caravans (1992)
- Postbus X (1991) - als Didier
- De bossen van Vlaanderen (1991) - als officier Saelens
- Postbus X (1990) - als Michel
- Lava (1989) - als Cycloop
- Oei (1989)
- De Kapersbrief (1989) - als man
- Klein Londen, Klein Berlijn (1988)
- Langs de Kade (1988) - als onderzoeksrechter
- Merlina (1987) - als Secretaris
- Merlina (1987) - als generiekverteller
- Merlina (1987) - als Waard
- Bach en het Getal (documentaire-reeks) (1985) - presentator
- Adriaen Brouwer (1996)
- Merlina (1983) - als hoteldirecteur
- Transport (1983) - als arts

## Film
- Vlaamse Flikken (2020) als Xavier Vandeurzen, sergeant-majoor van de Militaire Politie
- Mega Mindy Versus Rox (2015) - als Commissaris Kamiel Migrain
- Deposito Barbae (2014) - als Jacky
- Mega Mindy en de Snoepbaron (2011) - als Commissaris Kamiel Migrain
- Mega Mindy en het zwarte kristal (2010) - als Commissaris Kamiel Migrain
- Mega Toby (2010) - als Commissaris Kamiel Migrain
- Mega Mindy: het geheim van Mega Mindy (2009) - als Commissaris Kamiel Migrain
- Beck - De gesloten kamer (1992) - als eigenaar tea-room
- De kapersbrief (1989) - als man
- Tot nut van 't algemeen (1988) - als stadsarchitect
- De zoete smaak van goudlikeur (1988) - als Cabaleur
- De vulgaire geschiedenis van charelke Dop (1985) - als pastoor
- Cantate (1985) - als Winkelmans
- De Schat (1984)
- De burgemeester van Veurne (1984) - als Medaar
- Leer om Leer (1983) - als Pierre
- Lucien en Martine (1981) - als Danny
- De verrijzenis van ons Heer (1979) - als eerste wachter
- Het dievenbal (1977) - als omroeper
- Het levende lijk (1972) - als Petroesjin de verdediger van Fredja
- Schaduw van een moordenaar (1971) - als Ruby
- 't was de wind (1970) - als politieagent
- Het klein Mahagonny (1970) - als Billy, de Veelvraat
- The Search for Santa Paws (Op zoek naar de kerstman) - als Kerstman

## Shows
- De Mega Mindy Show (2011)
- Mega Mindy Show: de Poppenmeester (2010)
- De Mega Mindy Show: de schitterende Smaragd (2008) alleen met stem